# Wyprawa czarownic
Wyprawa czarownic (ang. Witches Abroad) – humorystyczna powieść fantasy Terry’ego Pratchetta, wydana w 1991 r. (tłumaczenie wydania polskiego: Piotr W. Cholewa). Jest to dwunasta część cyklu Świat Dysku.
Jest to książka o sile opowieści i o tym, jak świat i ludzie zmieniają się pod ich wpływem. Ponownie czarownice z Lancre mają do wypełnienia misję i w tym celu wyruszają na pełną przygód wyprawę – do odległej Genoi. Magrat Garlick zostaje Wróżką Chrzestną, Babcia Weatherwax spotyka siostrę Lily, a Niania Ogg zaprzyjaźnia się z krasnoludem Casanundą.